# Schlotheimia mac-gregorii
Schlotheimia mac-gregorii là một loài Rêu trong họ Orthotrichaceae. Loài này được Broth. & Geh. miêu tả khoa học đầu tiên năm 1898.